# Max von Forckenbeck
Max von Forckenbeck, född 23 oktober 1821 i Münster, död 26 maj 1892 i Berlin, var en tysk politiker.

## Biografi
Forckenbeck anställdes 1847 vid rådhusrätten i Glogau, blev 1849 statsadvokat i Elbing, tog en viss del i 1848-49 års politiska strider samt blev 1858 vald till ledamot av preussiska deputeradekammaren, vilken han tillhörde till 1873 (då han fick plats i herrehuset) och vars president han var 1866-73. Från 1867 till sin död var han ledamot av tyska riksdagen och 1874-79 dess president. 
Forckenbeck var 1861 en bland stiftarna av Deutsche Fortschrittspartei, men utträdde 1866 ur detsamma, på grund av dess häftiga opposition mot regeringens tysk-nationella politik, och deltog i stiftandet av Nationalliberale Partei. Detta parti, som stod Otto von Bismarck nära i hans stortyska strävanden, vann majoritet såväl inom preussiska deputeradekammaren som inom tyska riksdagen och kunde därför sätta Forckenbeck på talmansstolen i bägge församlingarna. Såsom talman uppvisade han stort lugn och förstod att genom väl avpassade kompromisser underlätta ärendenas gång.
I början av 1879 uppstod emellertid en brytning inom partiet i anledning av Bismarcks tullpolitik, det miste majoritet, och Forckenbeck, som kraftigt uttalat sig bland annat mot spannmålstullar, såg sig föranlåten att nedlägga riksdagspresidiet. Han utträdde 1881 jämte andra frihandlare ur det nationalliberala partiet och bildade Liberale Vereinigung, som 1884 gick samman med Deutsche Freisinnige Partei. År 1873 valdes Forckenbeck till överborgmästare i Breslau och 1878 till överborgmästare i Berlin.